# Tipula (Yamatotipula) nephophila
Tipula (Yamatotipula) nephophila is een tweevleugelige uit de familie langpootmuggen (Tipulidae). De soort komt voor in het Nearctisch gebied.